# Королівський театр (Мадрид)
40°25′06″ пн. ш. 3°42′37″ зх. д. / 40.41824° пн. ш. 3.71037° зх. д.

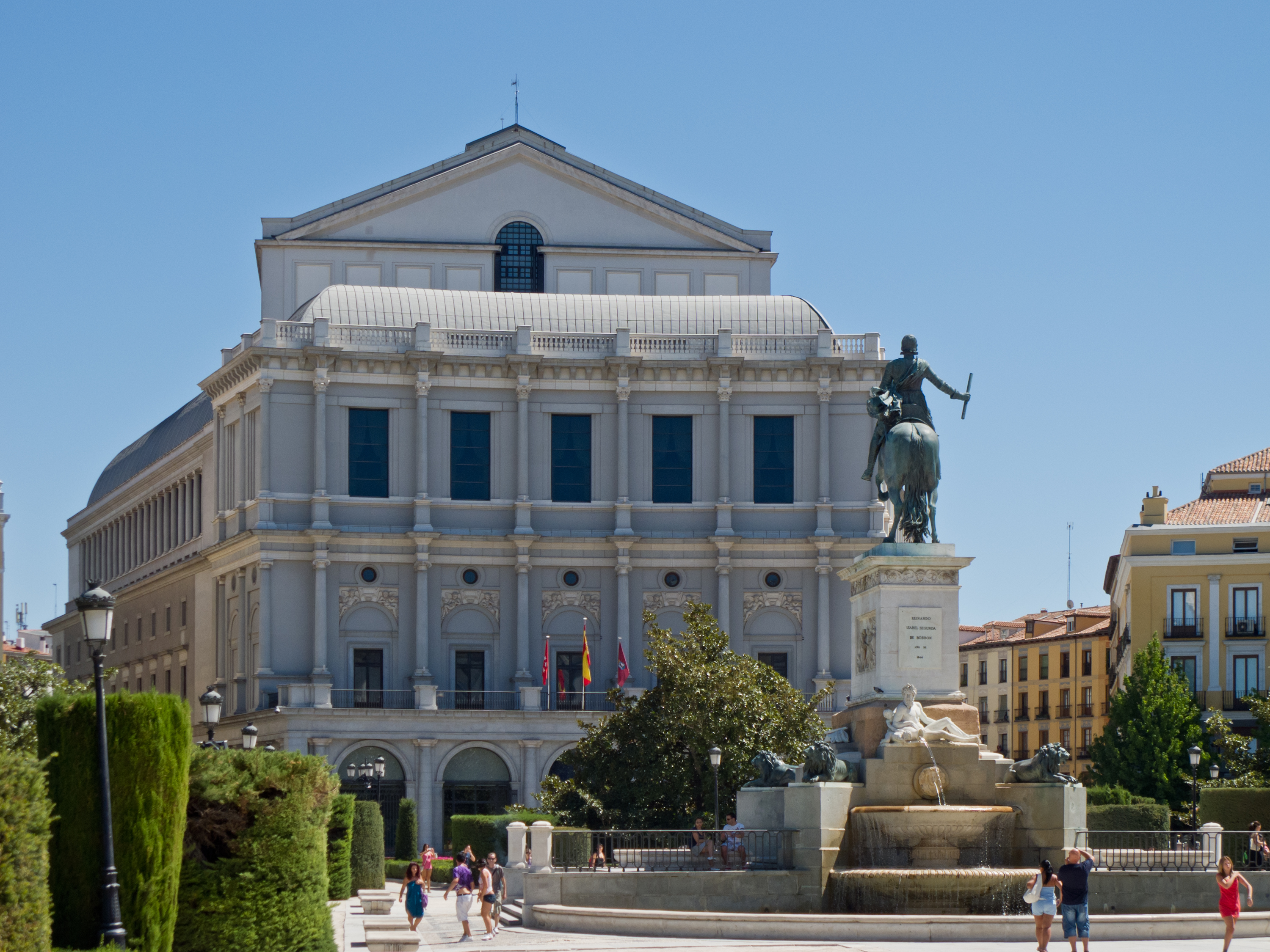
Королівський театр

Королівський театр у Мадриді, (ісп. Teatro Real або ісп. El Real) — оперний театр у столиці Іспанії, відкритий 7 травня 1850 року. Був споруджений з ініціативи королеви Ізабелли II навпроти резиденції королеви.
Першим спектаклем поставленим у театрі стала опера Гаетано Доніцетті «Фаворитка». Серед наступних визначних постановок театру — прем'єра опери «Сила долі» Дж. Верді (1863). У 1862–1925 роках у приміщенні Королівського театру розміщувалась Мадридська консерваторія. 1925 року будинок опинився в аварійному стані через будівництво Мадридського метро і був закритий до 1966 року. Після 1966 будівля театру відкрилася для проведення концертів, зокрема 1969 тут проходив конкурс Євробачення. У 1990-х роках театр був реконструйований і відновив роботу 1997 року.

## Українські музиканти на сцені Королівського театру в Мадриді
- 2014 : Софія Соловій у заголовній партії опери Крістофа Віллібальда Глюка — «Альцеста»[7].
- 2014 : Софія Соловій у ролі графині Альмавіви в опері В. А. Моцарта «Весілля Фігаро»[8].